# Laurière
Laurière, auf Okzitanisch L'Auriéra, ist eine französische Gemeinde im Département Haute-Vienne in der Region Nouvelle-Aquitaine. Sie gehört zum Arrondissement Limoges und zum Kanton Ambazac. Die Bewohner nennen sich Lauriérois oder Lauriéroises.

## Lage
Die Gemeinde Laurière liegt an der Grenze zum Département Creuse, 36 Kilometer westsüdwestlich von Guéret. Das Gemeindegebiet wird im Norden vom Fluss Ardour begrenzt, im Südosten verläuft sein Zufluss Rivalier.
Die Nachbargemeinden sind Folles im Norden, Fursac im Nordosten, Arrènes im Osten, Jabreilles-les-Bordes im Südosten, Saint-Sulpice-Laurière im Süden und Westen sowie Bersac-sur-Rivalier im Nordwesten.
Die ehemalige Route nationale 714 führt über Laurière.

## Bevölkerungsentwicklung
| Jahr                       | 1962 | 1968 | 1975 | 1982 | 1990 | 1999 | 2010 | 2020 |
| Einwohner                  | 853  | 800  | 696  | 688  | 601  | 578  | 573  | 530  |
| Quellen: Cassini und INSEE |      |      |      |      |      |      |      |      |

## Sehenswürdigkeiten

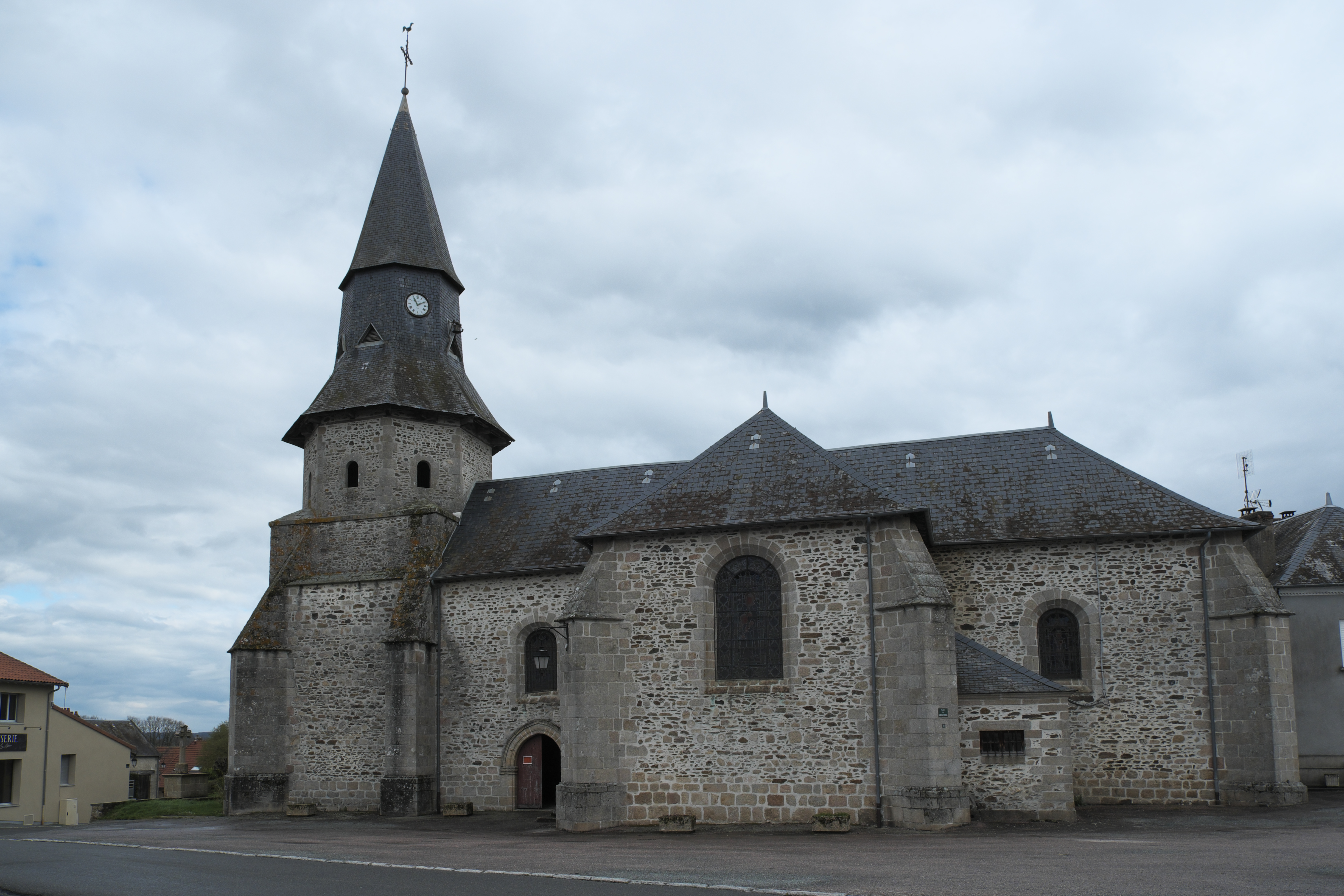
Kirche Mariä Himmelfahrt
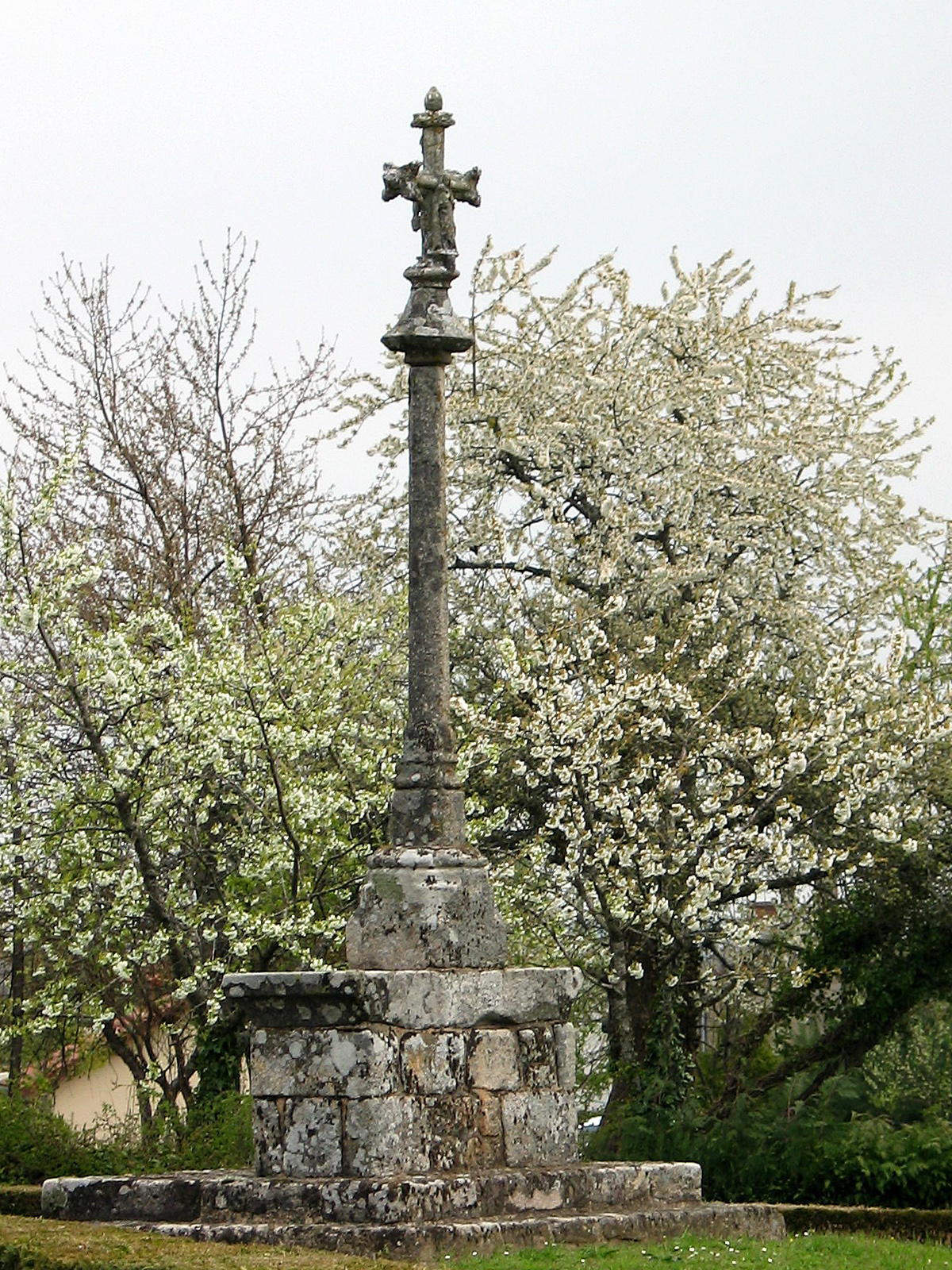
Flurkreuz in Laurière
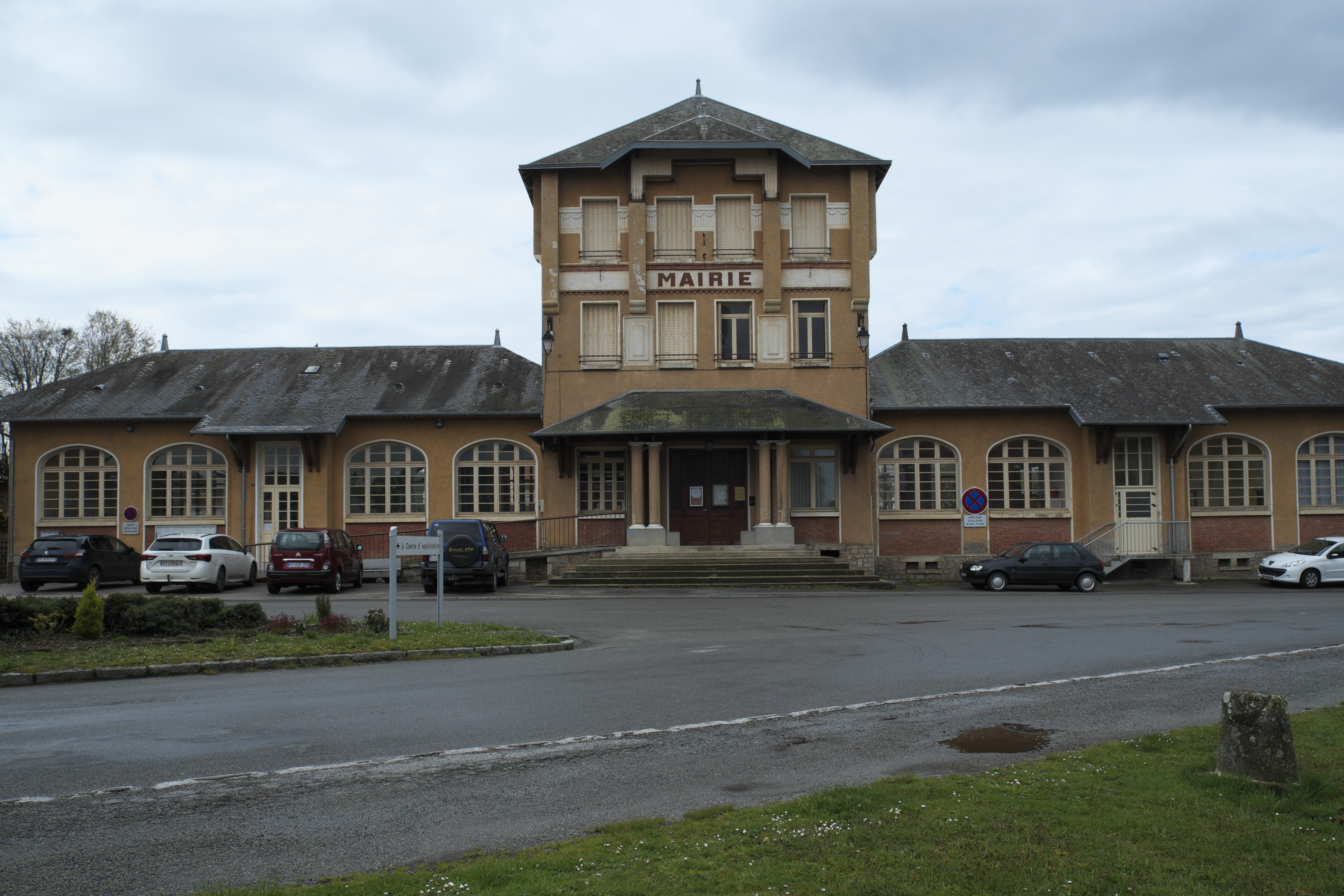
Rathaus (mairie)

## Persönlichkeiten
- Edmond Gondinet (1828–1888), Bühnendichter und Librettist
- Louis Robert (1904–1985), Epigraphiker, Althistoriker, Numismatiker und Archäologe